# Frederik Braun

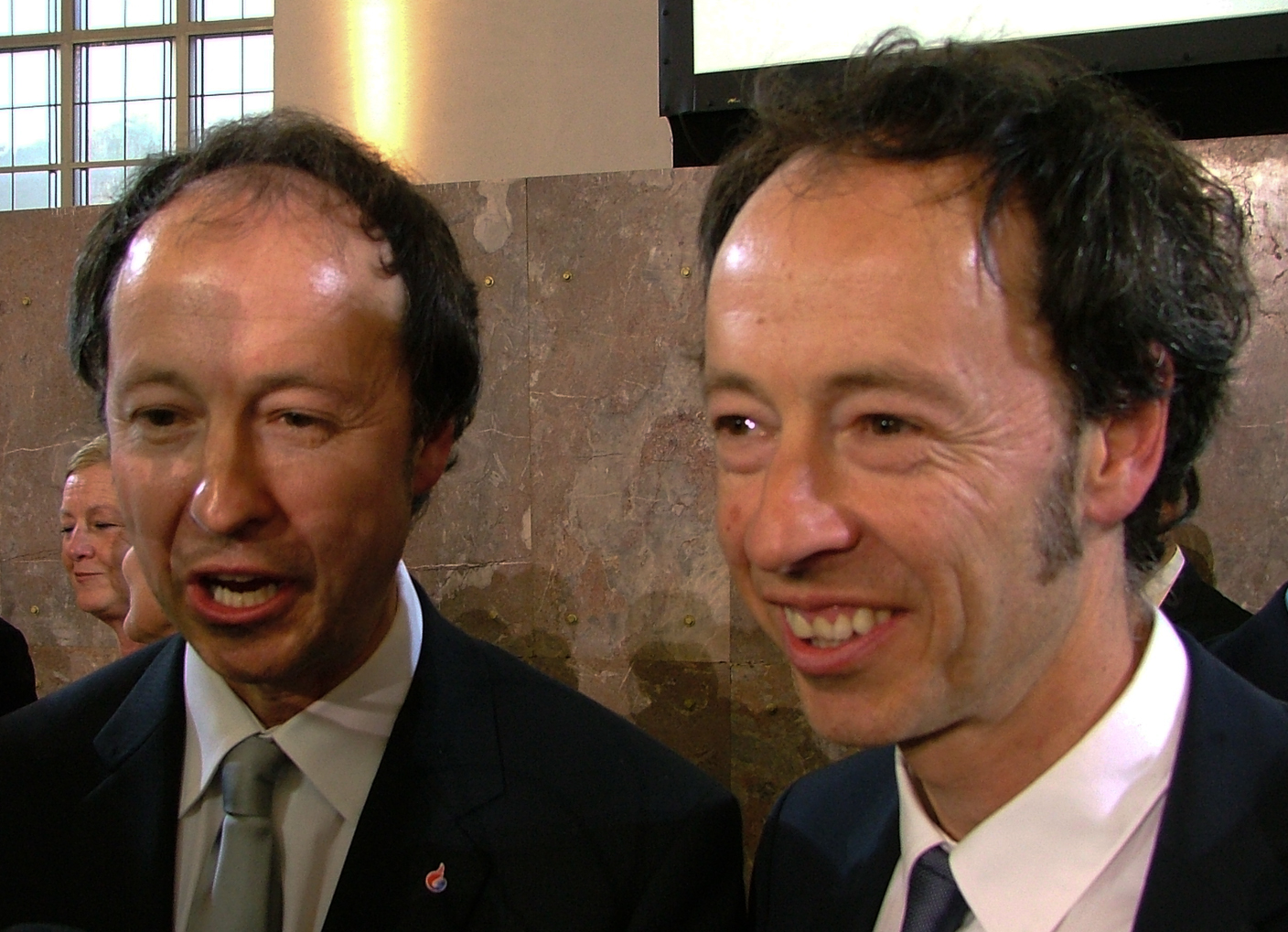
Frederik und Gerrit Braun auf der Mitgliederversammlung des DOSB am 21. März 2015 in der Frankfurter Paulskirche

Frederik Braun (* 21. Dezember 1967 in Hamburg) ist ein deutscher Unternehmer und Gründer des Miniatur Wunderlandes.

## Leben
Frederik Braun verließ die Schule mit einem Realabschluss und machte eine kaufmännische Ausbildung. Bereits während seiner kaufmännischen Ausbildung übernahm er 1990 mit seinem Zwillingsbruder Gerrit Braun sowie dem Geschäftspartner Stephan Hertz die Diskothek Voilà von Karsten Kolberg, der diese Musik-Galerie 1983 in Hamburg-Eilbek eröffnet hatte. Er betrieb sie zehn Jahre und gründete mit Gerrit Braun, Stephan Hertz und weiteren Partnern das Techno- und Trance-Label EDM Records, auf dem  beispielsweise Gary D. und DJ Gollum unter Vertrag waren.
Im Jahr 2001 verkaufte er das Voila und EDM Records und gründete gemeinsam mit seinem Vater Jochen W. Braun, seinem Zwillingsbruder Gerrit Braun und Stephan Hertz das Miniatur Wunderland. Bis heute ist er Geschäftsführer der Miniatur Wunderland GmbH.
Im Jahr 2015 engagierte er sich gemeinsam mit seinem Bruder Gerrit Braun für die Hamburger Bewerbung für die Olympischen Sommerspiele 2024. Die beiden waren unter anderem für die olympischen Ringe im Hamburger Stadtpark (Guinness-Weltrekord für die größten aus Menschen geformten Ringe) und eine Lichterkette mit rund 20.000 Teilnehmern rund um die Alster mit verantwortlich. Für ihr Engagement wurden sie vom DOSB ausgezeichnet.
Frederik Braun ist seit 2012 mit einer Geigerin und Musikpädagogin verheiratet und hat fünf Kinder, davon vier Söhne und eine Tochter.

## Auszeichnungen
- 2006: Auszeichnung zum Unternehmer des Jahres durch den ASU/BJU[13]
- 2008: Optimist des Jahres durch den Club der Optimisten[14]
- 2010: Verleihung des Bundesverdienstkreuzes[15]
- 2012: Auszeichnung zum Ehren-Schleusenwärter[16]
- 2015: Ehrenmedaille des Deutschen Olympischen Sportbundes für die Initiative „Feuer und Flamme für Hamburg“[8]